# Tintan
Tintan (arab. الطينطان; fr. Tintane) – miasto w południowej Mauretanii, w regionie Haud al-Gharbi, siedziba administracyjna departamentu Tintan i gminy Tintan. W 2000 roku liczyło ok. 9,9 tys. mieszkańców. Leży przy Route de l’Espoir, jednej z głównych mauretańskich dróg, łączącej Nawakszut z An-Nama.